# Amyris hummelincki
Amyris hummelincki is een platworm (Platyhelminthes). De worm is tweeslachtig. De soort leeft in het zoute water.
Het geslacht Amyris, waarin de platworm wordt geplaatst, wordt tot de familie Notocirridae gerekend. De wetenschappelijke naam van de soort werd voor het eerst geldig gepubliceerd in 1968 door Marcus & Marcus.